# Volta Ciclista a Catalunya 1980
La Volta Ciclista a Catalunya 1980, sessantesima edizione della corsa, si svolse in sette tappe, la quarta e l'ultima suddivise in 2 semitappe, precedute da un prologo, dal 3 al 10 settembre 1980, per un percorso totale di 1192,0 km, con partenza da Sant Carles de la Ràpita e arrivo a L'Hospitalet de Llobregat. La vittoria fu appannaggio dello spagnolo Marino Lejarreta, che completò il percorso in 33h43'02", precedendo l'olandese Serge Demierre e il connazionale Vicente Belda.

## Tappe
| Tappa  | Data         | Percorso                                                                | km     | Vincitore di tappa     | Leader cl. generale    |
| ------ | ------------ | ----------------------------------------------------------------------- | ------ | ---------------------- | ---------------------- |
| Pr.    | 3 settembre  | Sant Carles de la Ràpita > Sant Carles de la Ràpita (cron. individuale) | 3,2    | Juan Fernández Martín  | Juan Fernández Martín  |
| 1ª     | 4 settembre  | Sant Carles de la Ràpita > Lleida                                       | 182,7  | Johan van der Velde    | Juan Fernández Martín  |
| 2ª     | 5 settembre  | Lleida > L'Espluga de Francolí                                          | 178,2  | José Luis López Cerrón | José Luis López Cerrón |
| 3ª     | 6 settembre  | L'Espluga de Francolí > Mollet del Vallès                               | 174,0  | Marcel Laurens         | José Luis López Cerrón |
| 4ª-1   | 7 settembre  | Barcellona > Tibidabo                                                   | 25,1   | Johan van der Velde    | José Luis López Cerrón |
| 4ª-2   | 7 settembre  | Mollet del Vallès > Alt del Mas Nou                                     | 116,5  | Johan van der Velde    | José Luis López Cerrón |
| 5ª     | 8 settembre  | Gerona > Manresa                                                        | 190,9  | Johan van der Velde    | Johan van der Velde    |
| 6ª     | 9 settembre  | Cardona > Llívia                                                        | 176,0  | Juan Fernández Martín  | Johan van der Velde    |
| 7ª-1   | 10 settembre | Vic > Vic (cron. individuale)                                           | 33,8   | Henk Lubberding        | Marino Lejarreta       |
| 7ª-2   | 10 settembre | Vic > L'Hospitalet de Llobregat                                         | 111,6  | Jesús Suárez Cueva     | Marino Lejarreta       |
| Totale | Totale       | Totale                                                                  | 1192,0 |                        |                        |

## Dettagli delle tappe

### Prologo
- 3 settembre: Sant Carles de la Ràpita – Cronometro individuale – 3,2 km[1]

Risultati
| Pos. | Corridore       | Squadra | Tempo |
| ---- | --------------- | ------- | ----- |
| 1    | Juan F. Martín  | Zor     | 5'04" |
| 2    | Lucien Van Impe | Marc    | s.t.  |
| 3    | Mario Beccia    | Hoonved | a 5"  |

| Pos. | Corridore       | Squadra | Tempo |
| ---- | --------------- | ------- | ----- |
| 1    | Juan F. Martín  | Zor     | 5'04" |
| 2    | Lucien Van Impe | Marc    | s.t.  |
| 3    | Mario Beccia    | Hoonved | a 5"  |

### 1ª tappa
- 4 settembre: Sant Carles de la Ràpita > Lleida – 182,7 km[2]

Risultati
| Pos. | Corridore           | Squadra    | Tempo    |
| ---- | ------------------- | ---------- | -------- |
| 1    | Johan van der Velde | TI-Raleigh | 5h08'14" |
| 2    | Antonio Coll        | Colchón CR | s.t.     |
| 3    | René Bittinger      | Miko-M.    | s.t.     |

| Pos. | Corridore       | Squadra | Tempo    |
| ---- | --------------- | ------- | -------- |
| 1    | Juan F. Martín  | Zor     | 5h13'04" |
| 2    | Lucien Van Impe | Marc    | s.t.     |
| 3    | Mario Beccia    | Hoonved | a 5"     |

### 2ª tappa
- 5 settembre: Lleida > L'Espluga de Francolí – 182,7 km[3]

Risultati
| Pos. | Corridore           | Squadra    | Tempo    |
| ---- | ------------------- | ---------- | -------- |
| 1    | José Cerron         | Zor        | 5h21'18" |
| 2    | Johan van der Velde | TI-Raleigh | a 2'42"  |
| 3    | Jesús Suárez Cueva  | Zor        | s.t.     |

| Pos. | Corridore       | Squadra | Tempo     |
| ---- | --------------- | ------- | --------- |
| 1    | José Cerron     | Zor     | 10h34'55" |
| 2    | Juan F. Martín  | Zor     | a 2'24"   |
| 3    | Lucien Van Impe | Marc    | s.t.      |

### 3ª tappa
- 6 settembre: L'Espluga de Francolí > Mollet del Vallès – 174,0 km[4]

Risultati
| Pos. | Corridore         | Squadra    | Tempo    |
| ---- | ----------------- | ---------- | -------- |
| 1    | Marcel Laurens    | Marc       | 4h34'15" |
| 2    | Ad Wijnands       | TI-Raleigh | a 10'29" |
| 3    | Sergio Santimaria | Hoonved    | s.t.     |

| Pos. | Corridore       | Squadra | Tempo     |
| ---- | --------------- | ------- | --------- |
| 1    | José Cerron     | Zor     | 15h19'39" |
| 2    | Juan F. Martín  | Zor     | a 2'24"   |
| 3    | Lucien Van Impe | Marc    | s.t.      |

### 4ª tappa, 1ª semitappa
- 7 settembre: Barcellona > Tibidabo – 25,1 km[5]

Risultati
| Pos. | Corridore           | Squadra    | Tempo  |
| ---- | ------------------- | ---------- | ------ |
| 1    | Johan van der Velde | TI-Raleigh | 37'18" |
| 2    | Marino Lejarreta    | Teka       | a 1"   |
| 3    | Alberto F. Blanco   | Teka       | a 6"   |

### 4ª tappa, 2ª semitappa
- 7 settembre: Mollet del Vallès > Alt del Mas Nou – 116,5 km[6]

Risultati
| Pos. | Corridore           | Squadra    | Tempo    |
| ---- | ------------------- | ---------- | -------- |
| 1    | Johan van der Velde | TI-Raleigh | 3h17'31" |
| 2    | Marino Lejarreta    | Teka       | a 3"     |
| 3    | Vicente Belda       | Kelme      | a 18"    |

| Pos. | Corridore           | Squadra    | Tempo     |
| ---- | ------------------- | ---------- | --------- |
| 1    | José Cerron         | Zor        | 19h18'18" |
| 2    | Johan van der Velde | TI-Raleigh | a 50"     |
| 3    | Marino Lejarreta    | Teka       | a 52"     |

### 5ª tappa
- 8 settembre: Gerona > Manresa – 190,9 km[7]

Risultati
| Pos. | Corridore           | Squadra    | Tempo    |
| ---- | ------------------- | ---------- | -------- |
| 1    | Johan van der Velde | TI-Raleigh | 5h26'31" |
| 2    | Antonio Coll        | Colchón CR | s.t.     |
| 3    | Faustino Rupérez    | Zor        | s.t.     |

| Pos. | Corridore           | Squadra    | Tempo     |
| ---- | ------------------- | ---------- | --------- |
| 1    | Johan van der Velde | TI-Raleigh | 24h43'37" |
| 2    | Marino Lejarreta    | Teka       | a 2"      |
| 3    | Vicente Belda       | Kelme      | a 43"     |

### 6ª tappa
- 9 settembre: Cardona > Llívia – 176,0 km[8]

Risultati
| Pos. | Corridore           | Squadra    | Tempo    |
| ---- | ------------------- | ---------- | -------- |
| 1    | Juan F. Martín      | Zor        | 5h31'59" |
| 2    | Johan van der Velde | TI-Raleigh | s.t.     |
| 3    | Jesús Suárez Cueva  | Zor        | s.t.     |

| Pos. | Corridore           | Squadra    | Tempo     |
| ---- | ------------------- | ---------- | --------- |
| 1    | Johan van der Velde | TI-Raleigh | 30h15'36" |
| 2    | Marino Lejarreta    | Teka       | a 2"      |
| 3    | Vicente Belda       | Kelme      | a 43"     |

### 7ª tappa, 1ª semitappa
- 10 settembre: Vic – Cronometro individuale – 33,8 km[9]

Risultati
| Pos. | Corridore           | Squadra    | Tempo  |
| ---- | ------------------- | ---------- | ------ |
| 1    | Henk Lubberding     | TI-Raleigh | 48'15" |
| 2    | Marino Lejarreta    | Teka       | a 9"   |
| 3    | Johan van der Velde | TI-Raleigh | a 45"  |

### 7ª tappa, 2ª semitappa
- 7 settembre: Vic > L'Hospitalet de Llobregat – 111,6 km[9]

Risultati
| Pos. | Corridore          | Squadra      | Tempo    |
| ---- | ------------------ | ------------ | -------- |
| 1    | Jesús Suárez Cueva | Zor          | 2h38'47" |
| 2    | Jesús Guzmán       | Kelme        | s.t.     |
| 3    | Kim Andersen       | Miko-Mercier | s.t.     |

| Pos. | Corridore           | Squadra    | Tempo     |
| ---- | ------------------- | ---------- | --------- |
| 1    | Marino Lejarreta    | Teka       | 33h43'02" |
| 2    | Johan van der Velde | TI-Raleigh | a 34"     |
| 3    | Vicente Belda       | Kelme      | a 2'18"   |

## Classifiche finali

### Classifica generale
| Pos. | Corridore                | Squadra      | Tempo     |
| ---- | ------------------------ | ------------ | --------- |
| 1    | Marino Lejarreta         | Teka         | 33h43'02" |
| 2    | Johan van der Velde      | TI-Raleigh   | a 34"     |
| 3    | Vicente Belda            | Kelme        | a 2'18"   |
| 4    | Faustino Rupérez         | Zor-Vereco   | a 2'44"   |
| 5    | Antonio Coll             | Colchón CR   | a 2'53"   |
| 6    | Sven-Åke Nilsson         | Miko-Mercier | a 3'39"   |
| 7    | Ismael Lejarreta         | Teka         | a 3'42"   |
| 8    | Alberto Fernández Blanco | Teka         | a 3'58"   |
| 9    | José Luis Viejo          | Teka         | a 4'17"   |
| 10   | Juan Fernández Martín    | Zor-Vereco   | a 5'32"   |

### Classifica a punti
| Pos. | Corridore           | Squadra    | Punti |
| ---- | ------------------- | ---------- | ----- |
| 1    | Johan van der Velde | TI-Raleigh | 74    |
| 2    | Antonio Coll        | Colchón CR | 51    |
| 3    | Juan F. Martín      | Zor-Vereco | 44    |

### Classifica scalatori
| Pos. | Corridore           | Squadra    | Punti |
| ---- | ------------------- | ---------- | ----- |
| 1    | Marino Lejarreta    | Teka       | 68    |
| 2    | Johan van der Velde | TI-Raleigh | 42    |
| 3    | Vicente Belda       | Kelme      | 30    |

### Classifica sprint
| Pos. | Corridore          | Squadra   | Punti |
| ---- | ------------------ | --------- | ----- |
| 1    | José Luis Blanco   | Henninger | 39    |
| 2    | Juan Carlos Alonso | Henninger | 24    |
| 3    | Ismael Lejarreta   | Teka      | 7     |

### Classifica squadre
| Pos. | Squadra               | Tempo      |
| ---- | --------------------- | ---------- |
| 1    | Teka                  | 101h15'15" |
| 2    | Kelme                 | a 5'22"    |
| 3    | Zor-Vereco-Campagnolo | a 14'22"   |